# Vieux-Charmont
Vieux-Charmont is een gemeente in het Franse departement Doubs (regio Bourgogne-Franche-Comté). De plaats maakt deel uit van het arrondissement Montbéliard. Vieux-Charmont telde op 1 januari 2022 2.829 inwoners.

## Geografie
De oppervlakte van Vieux-Charmont bedraagt 2,51 vierkante kilometer; de bevolkingsdichtheid is 1113 inwoners per km² (per 1 januari 2019).
De onderstaande kaart toont de ligging van Vieux-Charmont met de belangrijkste infrastructuur en aangrenzende gemeenten.

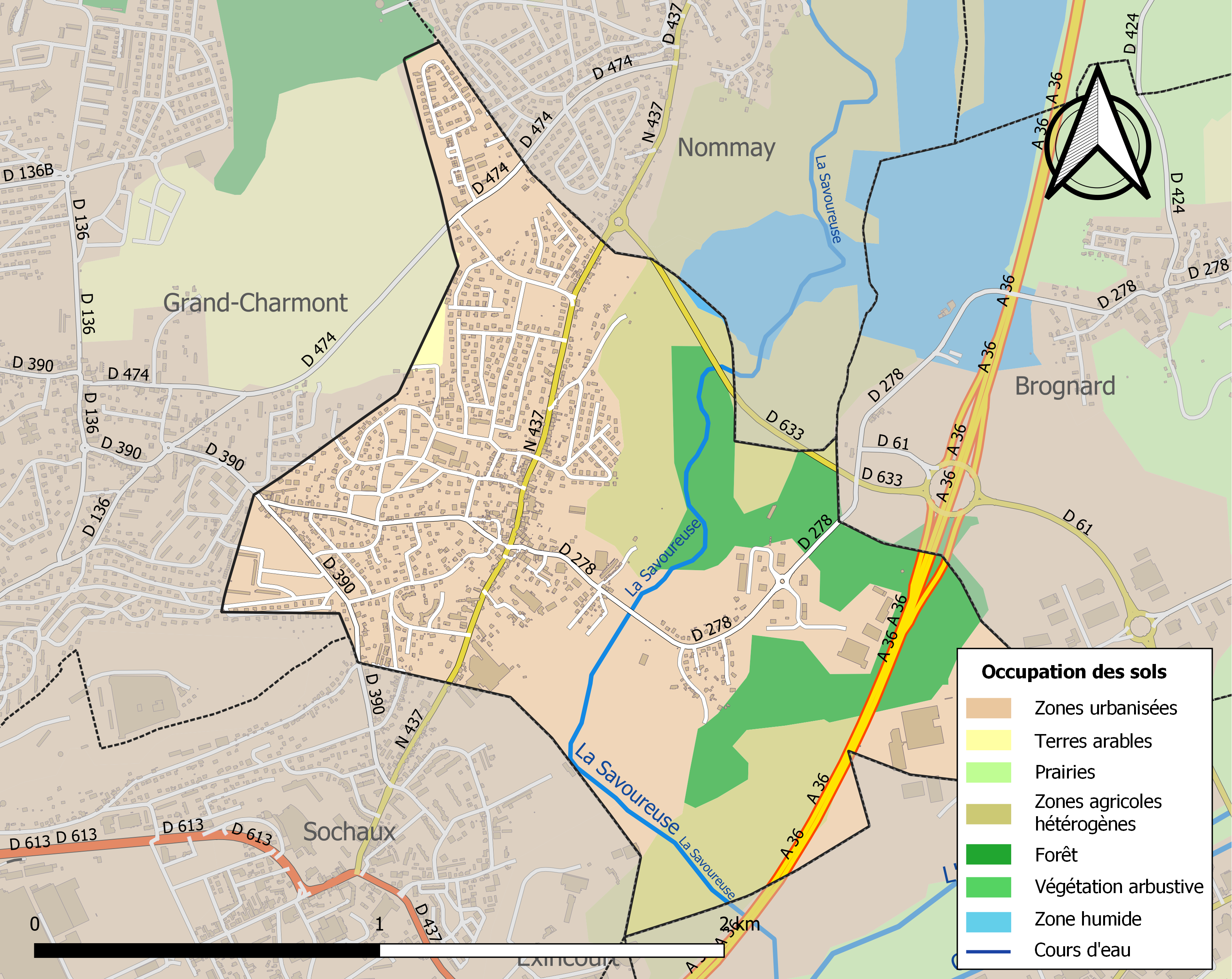

## Demografie
Onderstaande figuur toont het verloop van het inwonertal (bron: INSEE-tellingen).